# Sam Bogaerts
Sam Bogaerts (pseudoniem van Robert Bogaerts) (Kapellen, 7 juli 1948 – Doornik, 16 oktober 2021) was een Belgische regisseur, acteur, auteur en docent dramatische kunsten. 
Bogaerts overleed op 16 oktober 2021 op 73-jarige leeftijd.

## Biografie
Bogaerts studeerde voordracht aan het Conservatorium van Antwerpen en toneel aan het Conservatorium van Brussel. In 1979 won hij samen met Lucas Vandervost de befaamde cabaretwedstrijd Cameretten met het programma "Dabaret Salu, Ik Ben Soms Van Gisteren". Het was voor het eerst dat een Belg de eerste prijs behaalde. Een jaar later richtte hij samen met Lucas Vandervost, Luk Perceval, Warre Borgmans en Johan Van Assche Het Gezelschap Van De Witte Kraai op, een frisse wind in het toenmalige theaterlandschap. De groep introduceerde het 'denkend spreken', als reactie op het 'roepend rondlopen' in de stadsschouwburgen.
In 1987 won hij de eerste Grote Theaterfestivalprijs met Who's afraid of Virginia Woolf, met als spelers Viviane De Muynck, Kees Hulst, Tania Van der Sanden en Bas Paijmans. In 1985 werd hij artistiek leider van het Zuidelijk Toneel Globe, samen met Theu Boermans, Kees Hulst en Paul De Bruyne. Van 1987 tot 1991 was hij lid van de artistieke leiding en huisregisseur bij Toneelgroep Amsterdam en van 1992 tot en met 1995 huisregisseur bij het Nederlands Toneel Gent. Van 1996 tot en met 2001 was Bogaerts artistiek leider van theaterMalpertuis, alwaar hij werd ontslagen 'om economische redenen', amper één week nadat een nieuwe subsidieperiode was ingegaan, waarbij voor het eerst de artistieke leiding eindverantwoordelijk was.
Van 1989 tot en met 2006 was hij gastdocent toneel, onder andere in Herman Teirlinck Instituut (ex Conservatorium Antwerpen), Toneelschool Arnhem, Rits Brussel, Toneelschool Amsterdam, Lemmensinstituut Leuven, Conservatorium Gent, en P.a.r.t.s. Brussel. Vanaf oktober 2005 was hij dramadocent aan Conservatorium Gent, en achtereenvolgens vakgroep- en opleidingsvoorzitter. Op zijn vraag werd de opleiding drama in oktober 2009 ondergebracht bij het departement KASK (Koninklijke Academie voor Beeldende Kunsten) van de Hogeschool Gent. Vanaf 1 oktober 2013 was hij emeritus. Hij bleef actief als auteur, vertaler, speler, regisseur en dramadocent, o.a. als gastprofessor aan de Artesis-Plantijn hogeschool te Antwerpen.